# تبنق
تبنق هي قرية في مقاطعة مشكين شهر، إيران. يقدر عدد سكانها بـ 458 نسمة بحسب إحصاء 2016.